# Willem Huart
Pour les articles homonymes, voir Huart.
Willem Huart (Bergen op Zoom, baptisé le 5 novembre 1755 - y décédé le 20 juillet 1824), était un homme politique, franc-maçon, membre du "Comité révolutionnaire" de Bergen op Zoom. Il était négociant et tanneur.
Il faisait partie du parti des Patriotes qui voulaient rétablir l'ancienne république des Provinces-Unies telle qu'elle était au Siècle d'Or.

## Famille
Willem Huart est le fils de Nicolas Huart, conseiller au Large Conseil, et de Anna Maria van Heimberg. Il avait épousé en 1784, Cornelia Kroon (1761-1829).

## Carrière politique
- Tout comme son père et son beau-père, il fut de 1792 à 1793, conseiller au Large Conseil.
- Dans la période 1790-1797, il siégea durant six ans à la Gilde de Meesrche.
- Depuis sa création le 16 juillet 1791, il fut membre, puis du 1er novembre 1791 au 6 novembre 1792, secrétaire, du 1er août 1793 au 12 mars 1795, membre du conseil d'administration, du 6 février 1794 au 1er mai 1794, président, et du 2 mars 1797 trésorier du département de bienfaisance de Bergen op Zoom.
- Du temps de la Révolution à Bergen op Zoom il fut vraisemblablement membre de la société "de Eendracht".
- Le 14 avril 1795, il devint membre de la municipalité de Bergen op Zoom et prêta serment le 16 avril 1795.
- en 1804, fut membre de la commission scolaire locale de Bergen op Zoom.

Il fut également actif dans la loge maçonnique de Bergen op Zoom où il est cité en 1799.